# Ехэ-Цакирское сельское поселение
Се́льское поселе́ние «Ехэ-Цакирское» (бур. Ехэ Сахирын hомон) — муниципальное образование в Закаменском районе Бурятии Российской Федерации.
Административный центр — улус Ехэ-Цакир.

## История
Статус и границы сельского поселения установлены Законом Республики Бурятия от 31 декабря 2004 года № 985-III «Об установлении границ, образовании и наделении статусом муниципальных образований в Республике Бурятия»

## Население
| 2002 | 2011 | 2012 | 2013 | 2014 | 2015 | 2016 |
| ---- | ---- | ---- | ---- | ---- | ---- | ---- |
| 677  | ↗729 | ↘712 | ↘700 | ↘688 | ↘675 | ↘669 |
| 2017 | 2018 | 2019 | 2020 | 2021 | 2023 | 2024 |
| ↘668 | ↘659 | ↘652 | ↘638 | ↘529 | ↘526 | ↗528 |

## Состав сельского поселения
| № | Населённый пункт | Тип населённого пункта       | Население |
| - | ---------------- | ---------------------------- | --------- |
| 1 | Дархинтуй        | улус                         | ↘59       |
| 2 | Ехэ-Цакир        | улус, административный центр | ↗668      |